# Christuskirche (Mörbisch am See)

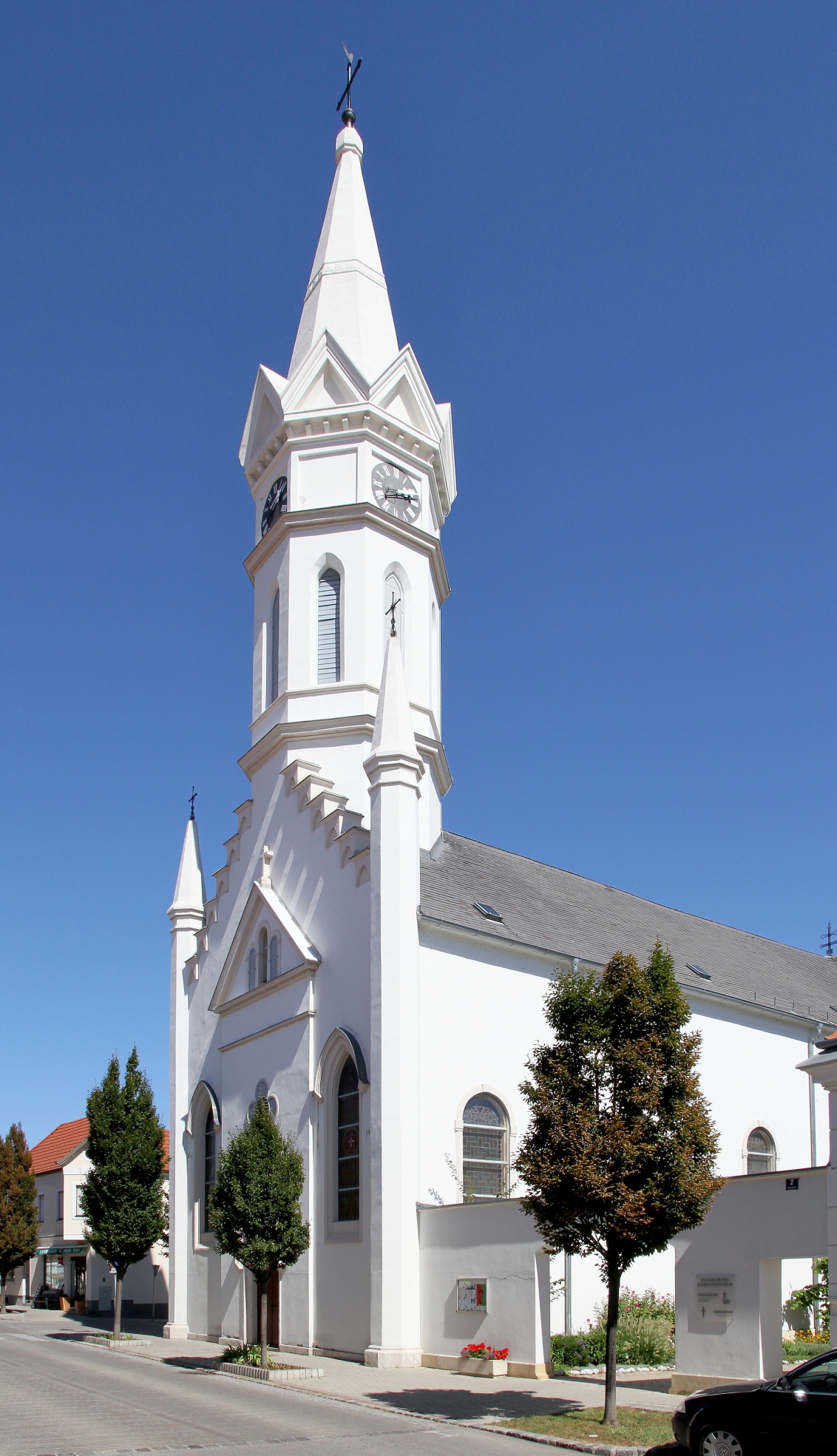
Christuskirche

Die  evangelisch-lutherische Christuskirche steht in der Gemeinde Mörbisch am See im Bezirk Eisenstadt-Umgebung im Burgenland. Die Christuskirche gehört zur Evangelischen Superintendentur A. B. Burgenland in der Evangelischen Kirche A.B. in Österreich. Die Kirche steht unter Denkmalschutz.

## Geschichte
Die evangelische Gemeinde Mörbisch am See war bis 1921 zu Sopron gehörig. Mit 1578 ist eine evangelische Gemeinde und Gottesdienste in Mörbisch und bald danach eine evangelische Schule bekannt. Von 1584 bis 1606 und von 1674 bis 1781 war der evangelische Glaube verboten und die Religionsausübung nur geheim möglich. Im Gefolge des Toleranzpatents Josephs II. von 1781 wurde 1785 die Pfarrgemeinde neu gegründet und von 1786 bis 1790 ein Pfarr- und Schulhaus gebaut.

## Architektur
Die Grundkirche als Toleranzbethaus ohne Turm wurde im Jahre 1792 errichtet, im Türsturz zur südlich gelegenen Sakristei findet sich die Jahresangabe 1792. Auch der Taufstein stammt von 1792. Die heutige Kirche mit Platzlgewölbe zwischen Gurten und Pilastern wurde im Jahre 1853 bis 1854 mit neugotischer Fassade und Turm vom Baumeister Geschrey aus Sarvar erbaut. Die Fenster liegen in tief gestuften gerundeten Nischen. Die Orgelempore steht auf zwei toskanischen Säulen. Im Jahre 1967 wurde die Kirche baulich erweitert und Christuskirche benannt.

## Ausstattung

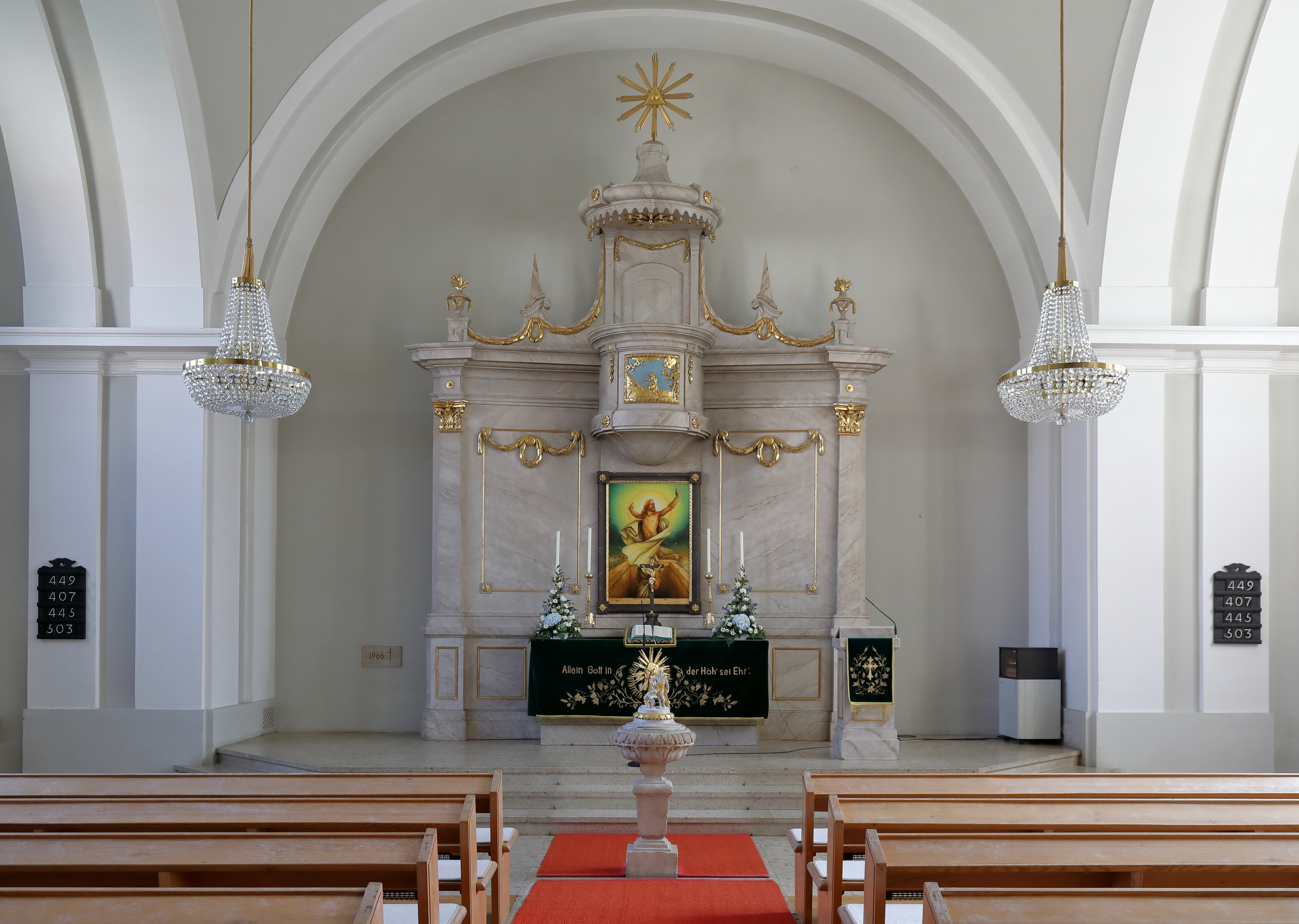
Altarraum der Christuskirche

Der Kanzelaltar mit dreiteiliger klassizistischer Wand mit Mensa trägt das Ölbild Auferstehung von Gerhard Gloser aus dem Jahr 1976. Am vorgewölbten Kanzelkorb mit vergoldetem Dekor befindet sich ein Relief Sämann und der Schalldeckel trägt ein Auge Gottes und Vasen.
Die Orgel (zwei Manuale, 17 Register) aus dem Jahre 1985 wurde vom Orgelbau Gebrüder Krenn aus Graz gebaut. Eine Glocke stammt von Friedrich Seltenhofer aus Ödenburg aus dem Jahre 1854.